# Hongaars curlingteam (mannen)
Het Hongaarse curlingteam vertegenwoordigt Hongarije in internationale curlingwedstrijden.

## Geschiedenis
Hongarije nam voor het eerst deel aan een groot toernooi tijdens het Europees kampioenschap van 1992 in het Schotse Perth. Tijdens dit eerste toernooi kon Hongarije geen enkele wedstrijd winnen. De 25-2-nederlaag tegen Noorwegen is nog steeds de grootste nederlaag in de Hongaarse geschiedenis. Na een jaartje afwezigheid kon het land in 1994 toch twee wedstrijden winnen, maar de volgende twee jaar werden weer alle wedstrijden verloren. Nadien zou het nog tot 2003 duren eer de Hongaren opnieuw deelnamen aan het Europees kampioenschap. Onder leiding van skip György Nagy maakte het land grote progressie, met als hoogtepunt de kwalificatie voor de A-divisie in 2011. Dat plekje in de hoogste afdeling moest Hongarije in 2012 echter meteen terug inleveren, nadat het land al zijn wedstrijden had verloren.

## Hongarije op het Europees kampioenschap
| Jaar | Plaats        | Skip          | WG            | W             | V             | PV            | PT            |
| ---- | ------------- | ------------- | ------------- | ------------- | ------------- | ------------- | ------------- |
| 1975 | Geen deelname | Geen deelname | Geen deelname | Geen deelname | Geen deelname | Geen deelname | Geen deelname |
| 1976 | Geen deelname | Geen deelname | Geen deelname | Geen deelname | Geen deelname | Geen deelname | Geen deelname |
| 1977 | Geen deelname | Geen deelname | Geen deelname | Geen deelname | Geen deelname | Geen deelname | Geen deelname |
| 1978 | Geen deelname | Geen deelname | Geen deelname | Geen deelname | Geen deelname | Geen deelname | Geen deelname |
| 1979 | Geen deelname | Geen deelname | Geen deelname | Geen deelname | Geen deelname | Geen deelname | Geen deelname |
| 1980 | Geen deelname | Geen deelname | Geen deelname | Geen deelname | Geen deelname | Geen deelname | Geen deelname |
| 1981 | Geen deelname | Geen deelname | Geen deelname | Geen deelname | Geen deelname | Geen deelname | Geen deelname |
| 1982 | Geen deelname | Geen deelname | Geen deelname | Geen deelname | Geen deelname | Geen deelname | Geen deelname |
| 1983 | Geen deelname | Geen deelname | Geen deelname | Geen deelname | Geen deelname | Geen deelname | Geen deelname |
| 1984 | Geen deelname | Geen deelname | Geen deelname | Geen deelname | Geen deelname | Geen deelname | Geen deelname |
| 1985 | Geen deelname | Geen deelname | Geen deelname | Geen deelname | Geen deelname | Geen deelname | Geen deelname |
| 1986 | Geen deelname | Geen deelname | Geen deelname | Geen deelname | Geen deelname | Geen deelname | Geen deelname |
| 1987 | Geen deelname | Geen deelname | Geen deelname | Geen deelname | Geen deelname | Geen deelname | Geen deelname |
| 1988 | Geen deelname | Geen deelname | Geen deelname | Geen deelname | Geen deelname | Geen deelname | Geen deelname |
| 1989 | Geen deelname | Geen deelname | Geen deelname | Geen deelname | Geen deelname | Geen deelname | Geen deelname |
| 1990 | Geen deelname | Geen deelname | Geen deelname | Geen deelname | Geen deelname | Geen deelname | Geen deelname |
| 1991 | Geen deelname | Geen deelname | Geen deelname | Geen deelname | Geen deelname | Geen deelname | Geen deelname |
| 1992 | 18            | Peter Fenyves | 5             | 0             | 5             | 18            | 83            |
| 1993 | Geen deelname | Geen deelname | Geen deelname | Geen deelname | Geen deelname | Geen deelname | Geen deelname |
| 1994 | 16            | Barna Kereszi | 6             | 2             | 4             | 46            | 50            |
| 1995 | 19            | Peter Fenyves | 6             | 0             | 6             | 24            | 67            |
| 1996 | 18            | Barna Kereszi | 5             | 0             | 5             | 21            | 54            |
| 1997 | Geen deelname | Geen deelname | Geen deelname | Geen deelname | Geen deelname | Geen deelname | Geen deelname |
| 1998 | Geen deelname | Geen deelname | Geen deelname | Geen deelname | Geen deelname | Geen deelname | Geen deelname |
| 1999 | Geen deelname | Geen deelname | Geen deelname | Geen deelname | Geen deelname | Geen deelname | Geen deelname |

| Jaar | Plaats        | Skip             | WG            | W             | V             | PV            | PT            |
| ---- | ------------- | ---------------- | ------------- | ------------- | ------------- | ------------- | ------------- |
| 2000 | Geen deelname | Geen deelname    | Geen deelname | Geen deelname | Geen deelname | Geen deelname | Geen deelname |
| 2001 | Geen deelname | Geen deelname    | Geen deelname | Geen deelname | Geen deelname | Geen deelname | Geen deelname |
| 2002 | Geen deelname | Geen deelname    | Geen deelname | Geen deelname | Geen deelname | Geen deelname | Geen deelname |
| 2003 | 17            | György Nagy      | 5             | 2             | 3             | 37            | 36            |
| 2004 | 17            | György Nagy      | 8             | 5             | 3             | 76            | 62            |
| 2005 | 17            | György Nagy      | 8             | 5             | 3             | 76            | 45            |
| 2006 | 14            | György Nagy      | 12            | 9             | 3             | 114           | 64            |
| 2007 | 16            | Gábor Riesz      | 7             | 4             | 3             | 55            | 39            |
| 2008 | 13            | György Nagy      | 11            | 8             | 3             | 78            | 54            |
| 2009 | 13            | Lajos Belleli    | 11            | 8             | 3             | 73            | 50            |
| 2010 | 23            | Gábor Riesz      | 7             | 2             | 5             | 39            | 56            |
| 2011 | 12            | György Nagy      | 9             | 7             | 2             | 58            | 43            |
| 2012 | 10            | György Nagy      | 9             | 0             | 9             | 37            | 68            |
| 2013 | 13            | Gábor Ezsöl      | 10            | 8             | 2             | 81            | 57            |
| 2014 | 14            | Krisztian Hall   | 10            | 6             | 4             | 68            | 54            |
| 2015 | 20            | György Nagy      | 7             | 3             | 4             | 46            | 43            |
| 2016 | 18            | Gergely Szabó    | 8             | 4             | 4             | 49            | 54            |
| 2017 | 21            | Gábor Riesz      | 7             | 2             | 5             | 41            | 55            |
| 2018 | 19            | Zsolt Kiss       | 7             | 3             | 4             | 42            | 52            |
| 2019 | 24            | Ottó Kalocsay    | 9             | 3             | 6             | 48            | 65            |
| 2021 | 19            | Gábor Észöl      | 7             | 3             | 4             | 43            | 52            |
| 2022 | 20            | Kristóf Czermann | 7             | 3             | 4             | 38            | 49            |
| 2023 | 22            | Kristóf Czermann | 7             | 2             | 5             | 45            | 55            |
| 2024 | 20            | Gergely Szabó    | 7             | 3             | 4             | 41            | 53            |

Andorra · Australië · België · Bosnië en Herzegovina · Brazilië · Bulgarije · Canada · China · Chinees Taipei · Denemarken · Duitsland · Engeland · Estland · Filipijnen · Finland · Frankrijk · Georgië · Griekenland · Groot-Brittannië · Guyana · Hongarije · Hongkong · Ierland · IJsland · India · Israël · Italië · Jamaica · Japan · Kazachstan · Kenia · Kirgizië · Kroatië · Letland · Liechtenstein · Litouwen · Luxemburg · Mexico · Nederland · Nieuw-Zeeland · Nigeria · Noorwegen · Oekraïne · Oostenrijk · Polen · Portugal · Puerto Rico · Qatar · Roemenië · Rusland · Saoedi-Arabië · Schotland · Servië · Slovenië · Slowakije · Spanje · Thailand · Tsjechië · Tsjecho-Slowakije · Turkije · Verenigde Staten · Wales · Wit-Rusland · Zuid-Korea · Zweden · Zwitserland